# Самуел фон Валдек
Самуел фон Валдек (на немски: Samuel von Waldeck) е граф от Дом Валдек.

## Биография
Роден е на 2 май 1528 година в дворец Валдек. Той е вторият син на граф Филип IV фон Валдек-Вилдунген (1493 – 1574) и първата му съпруга Маргарета фон Източна Фризия (1500 – 1537), дъщеря на граф Едзард I фон Източна Фризия.
Самуел следва през 1544 – 1545 г. в Марбург. През 1546/47 г. той участва на страната на протестантите в Шмалкалдийската война и на 24 април 1547 г. в решителната битка при Мюлберг е тежко ранен и пленен.
Самуел се жени на 8 октомври 1554 г. във Валдек за Анна Мария фон Шварцбург-Бланкенбург (* 7 декември 1538, † 11 август 1583), дъщеря на граф Хайнрих XXXII фон Шварцбург-Бланкенбург и Катарина фон Хенеберг-Шлойзинген. Баща му му дава Вилдунген в Северен Хесен и той се настанява в дворец Фридрихщай в Алт-Вилдунген и от там управлява своята територия.
През 1559 г. той получава мините и солниците в своето частично графство от император Фердинанд I като феод. На 4 април 1567 г. той и брат му Даниел са между носачите на саркофага при погребението на ландграф Филип I фон Хесен.
Умира на 6 януари 1570 година в дворец Фридрихщайн в Алтвилдунген на 41-годишна възраст. Понеже умира преди баща си, по-малкият му брат Даниел († 7 юни 1577) последва баща им като граф на Валдек-Вилдунген.

## Деца
Самуел има със съпругата си Анна Мария фон Шварцбург-Бланкенбург децата:
- Филип Хайнрих (* 1555, † 1556)
- Гюнтер (* 29 юни 1557, † 23 май 1585), граф на Валдек-Вилдунген, женен 1. 1578 г. за Маргарета (* 1559, † 1580), дъщеря на граф Йохан I фон Валдек, 2. Маргарета фон Глайхен (* 1556, † 1619).
- Хайнрих († 1559)
- Йохан Гюнтер (умира като дете)
- Самуел (умира като дете)
- Даниел (умира като дете)
- Маргарета (* 1564, † 1575 хвърля се от скала при Обер-Вербе)